# Mission jésuite Saint-Joseph de Council Bluffs
La Mission jésuite Saint-Joseph de Council Bluffs, appelée aussi Mission de la Prairie Potawatomi est un poste missionnaire fondé par le père jésuite Pierre Verhaegen en mai 1838. C'est une étape importante du mouvement d'évangélisation des amérindiens potéouatamis de l'Ouest américain, dans ce qui est aujourd'hui l'État du Nebraska.

## Histoire
Le premier poste missionnaire est fondée en mai 1838 sur le territoire de l'actuelle ville de Council Bluffs, en face de la ville actuelle d'Omaha (Nebraska), à la confluence du Missouri et de la Platte. 
Tout commence à la fin de l'année 1837, lorsque le père jésuite Christian Hoecken est appelé par Nesswawke, chef d'une tribu de 150 indiens Potawatomis déplacés de la région de la Wabash, dans l'Indiana, vers le sud-est du Kansas.
Christian Hoecken les rejoint en janvier 1838 dans le comté de Miami. Il reste deux semaines et demie, pour le mariage des deux filles du chef, puis revient en mai lorsque Pierre Verhaegen, l'ex-supérieur de la mission de Florissant, fonde cette nouvelle implantation, dans un contexte difficile. Les tribus indiennes présentes sur le site ont plusieurs fois été refoulées vers le sud et des conflits territoriaux sont à craindre. Plusieurs villages d'Amérindiens de l'Est du fleuve ont été à nouveau déplacés, parmi lesquels celui de Billy Caldwell, aussi appelé « Sauganash », un trappeur mohawk du Canada, rescapé de la guerre de Black Hawk de 1832.  
C'est dans cette mission que le père Pierre-Jean De Smet négocia pour les Amérindiens un traité avec leurs voisins Sioux alors très menaçants et obtient des Sioux qu’ils cessent leurs raids meurtriers. Grâce au soutien de Pierre-Jean De Smet, la tribu conclut un traité avec leurs ennemis irréductibles, les Blackfeets (Pieds-Noirs). C'est aussi sur ce site qu'il a établi ses premiers contacts avec les Amérindiens du Nord-Ouest, étape de ses grandes expéditions dans les montagnes Rocheuses. 
Le succès de cette mission, qui ouvre une petite école amérindienne, sera cependant très relatif, avec seulement 300 Amérindiens recevant le baptême. Ses moyens financiers sont réduits et elle n'est que très rarement approvisionnée. Les pères jésuites comptent sur Joseph Nicollet, un mathématicien et géographe français qui tente de cartographier le haut-bassin du Mississippi en 1838, car il peut espérer compter sur la logistique de l'armée américaine pour qui il travaille. Nicollet organisera trois expéditions à l'ouest et au nord du fleuve, vers les États actuels du Minnesota, et des Dakotas du Sud et du Nord. Pendant l'été de 1838, le père Félix Verreydt, accompagné du frère Mazzella, se rendit chez les Potawatomis, en vue d'y établir une autre mission.
En avril 1839 cependant, le bateau à vapeur Steamboat Pirate, venu ravitailler Nicollet fait naufrage. Pierre-Jean De Smet se rend sur les lieux du drame et en effectue la description dans son journal de voyage. Revenu dans l'Iowa, il croise une délégation de Têtes-Plates venus rencontrer la « robe noire » qui comptent sur lui pour aider leur tribu sur la voie de la christianisation.